# Погореловка (Черновицкая область)
Погоре́ловка (укр. Погорілівка) — село в Юрковецкой сельской общине Черновицкого района Черновицкой области Украины.
До 2020 года входило в Заставновский район.
Население по переписи 2001 года составляло 1605 человек. Телефонный код — 3737. Код КОАТУУ — 7321586801.